# Ɩ᷇
 (juillet 2025).
Cette page contient des caractères spéciaux ou non latins. S’ils s’affichent mal (▯, ?, etc.), consultez la page d’aide Unicode.
Ɩ᷇ (minuscule : ɩ᷇), appelé iota aigu-macron, est un graphème utilisé dans l’écriture du tafi.
Il s’agit de la lettre iota diacritée d’un aigu-macron.

## Utilisation
En tafi, le iota aigu-macron est utilisé pour représenter une voyelle nasalisée avec un ton descendant haut-bas, par exemple avec le verbe tɩ᷇ « pousser ».

## Représentations informatiques
Le iota aigu-macron peut être représenté avec les caractères Unicode suivants (latin étendu B, Alphabet phonétique international, diacritiques) :
| formes    | représentations | chaînes de caractères | points de code | descriptions                                         |
| --------- | --------------- | --------------------- | -------------- | ---------------------------------------------------- |
| capitale  | Ɩ᷇               | Ɩ◌᷇                    | U+0196 U+1DC7  | lettre majuscule latine iota diacritique aigu-macron |
| minuscule | ɩ᷇               | ɩ◌᷇                    | U+0269 U+1DC7  | lettre minuscule latine iota diacritique aigu-macron |